# Harald Wagner (Soziologe)
Harald Wagner (* 3. März 1950 in Altenburg) ist ein deutscher Soziologe, evangelischer Theologe, Bürgerrechtler und Leichtathlet.

## Leben
Harald Wagner wurde am 3. März 1950 als Sohn des Landwirts Werner Wagner und seiner Ehefrau Margarete geb. Oreschko (Schwester des DDR-Generals Johannes Oreschko) geboren. 1968 erlernte Harald Wagner den Beruf des Landmaschinen- und Traktorenschlossers und legte zugleich legte das Abitur an der Georg-Agricola-Oberschule in Glauchau ab.
Von 1970 bis 1975 studierte er an der Deutschen Hochschule für Körperkultur (DHfK) in Leipzig Sportwissenschaft. Anschließend arbeitete bis 1980 als Lehrer im Hochschuldienst an der Karl-Marx-Universität Leipzig. Von 1974 bis 1977 war er zugleich Mitglied der DDR-Zehnkampf-Nationalmannschaft. Im Jahr 1976 erkämpfte er die Bronzemedaille im Zehnkampf bei den DDR-Meisterschaften, hinter Siegfried Stark und Rainer Pottel.
Seit 1972 war Wagner aktiv in der DDR-Opposition, was bald von der Staatssicherheit registriert wurde. Seine Überwachung und geheimdienstliche Beeinflussung wurde mittels zweier Operativer Vorgänge („Schlacht“ und „Platon“) koordiniert. 1980 erfolgte die Inhaftierung nach § 106 StGB („Staatsfeindlicher Hetze“). Harald Wagner wurde zu einer Freiheitsstrafe von einem Jahr verurteilt. Er verbrachte die Haftzeit im Stasi-Untersuchungsgefängnis in Leipzig und in der Haftanstalt Brandenburg. Nach der Entlassung erging ein Berufsverbot für die Lehrtätigkeit. Wagner konnte nur als Heizer im Botanischen Garten Leipzig arbeiten.
1981 begann Harald Wagner ein Studium am Theologischen Seminar Leipzig (TSL). Nach dem Studienabschluss im Jahr 1986 wirkte er dort bis 1992 als Repetent bei Jürgen Ziemer. 1988 wurde er in der Gemeinde Holzhausen als Pfarrer ordiniert. 1992 erfolgte die Promotion zum Dr. theol. an der Kirchlichen Hochschule Leipzig mit einer Arbeit zu Lebenswelt und Glaube. Kritik der Lebenswelttheorie und ihre Übertragung auf den Gemeindeaufbau, betreut von dem evangelischen Theologen Jürgen Ziemer und dem katholischen Theologen Norbert Mette.
Harald Wagner war nach seiner Haftentlassung wieder in der Opposition aktiv, nun verstärkt in kirchlichen und bürgerschaftlichen Gruppen zu Frieden, Umwelt und Demokratie. Diese Zeit war durch vielfältige Vortragstätigkeit und Veröffentlichungen im Samisdat gekennzeichnet. Im August 1989 war er Mitbegründer des Demokratischen Aufbruch (DA), u. a. mit Edelbert Richter, Friedrich Schorlemmer, Erhard Neubert, Wolfgang Schnur. Bis zum Parteiaustritt zum Jahreswechsel war er Vorstandsmitglied im DA. Seit 1990 ist er Mitglied von Bündnis 90/Die Grünen. Von 1996 an gehörte er der Mitgliederversammlung der Heinrich-Böll-Stiftung an und war Gründungsmitglied und -vorstand der Grünen Akademie der Heinrich-Böll-Stiftung.
Von 1993 bis zur Emeritierung 2015 lehrte Harald Wagner als Professor für Soziologie an der Evangelischen Hochschule Dresden (ehs). Von 1996 bis 1999 hatte er das Wahlamt des Studiendekans inne. Jahrelang war er Vorsitzender des Forschungsausschusses und des Osteuropa-Ausschusses der ehs. In Folge dieser internationalen, wissenschaftlichen Aktivitäten war er von 2000 bis zur Emeritierung regelmäßiger Gastdozent an der Universität Vilnius, Litauen. Diese Zeit ist durch zahlreiche Veröffentlichungen auf Litauisch dokumentiert.
Im Rahmen seines sozialen Engagements war Harald Wagner Mitbegründer der Armutskonferenz Sachsen und des Wohnungslosen-Nachtcafés Dresden.
Harald Wagner ist seit 1975 mit Beate Wagner verheiratet, sie haben drei Kinder.

## Forschung
Zentrale Forschungsfelder von Harald Wagner sind Wohnungslosigkeit, Alphabetisierung und Grundbildung, Inklusion und Integration sowie Kommunikation und Verantwortung.

## Engagement und Auszeichnungen
- 1989: Gründungsmitglied und Vorstand des Demokratischen Aufbruch;
- 1997: Gründungsmitglied und Vorstand der Sächsischen Armutskonferenz[10];
- 1995: Mitbegründer des Wohnungslosen Nachtcafé Dresden.[11]
- Harald Wagner erhielt 1997 das Bundesverdienstkreuz

## Schriften (Auswahl)
Samisdat:
- Funktionale Äquivalente zu Praxis und Theorie der Abgrenzung, in: „Aufrisse“ (1987); später erschienen in: Stephan Bickhardt (Hg.): Recht ströme wie Wasser. Christen in der DDR für Absage an Praxis und Prinzip der Abgrenzung, Berlin 1988, 66–74, ISBN 978-3-88981-034-2

Wissenschaftliche Schriften:
- Inklusion. Ein Lehr- und Arbeitsbuch für professionelles Handeln in Kirche und Gesellschaft. Hrsg. von Ulf Liedke und Harald Wagner, Stuttgart 2016, ISBN 978-3-17-030393-5
- Sozialintegrative Alphabetisierungsarbeit. Bildungs- und sozialpolitische sowie fachliche Herausforderungen. Hrsg. von Johanna Schneider, Ullrich Gintzel und Harald Wagner, Münster 2008, ISBN 978-3-8309-1931-5
- Ins Wort fallen … : Impulse zur Weiterführung und Verwirklichung des Sozialwortes der Kirchen, hrsg. von Ulf Liedke und Harald Wagner, Leipzig 1999, ISBN 978-3-374-01726-3
- Herausforderung „neue Armut“: Motive und Konzepte sozialer Arbeit, hrsg. von Ulfrid Kleinert, Martin Leutzsch und Harald Wagner, Leipzig 1996, ISBN 978-3-374-01618-1
- Lebenswelt und Glaube: Kritik der Lebenswelttheorie und ihre Übertragung auf den Gemeindeaufbau, Frankfurt am Main u. a. 1996, ISBN 978-3-631-49851-4

Festschrift
- Johanna Schneider, Sylvi Sehm-Schurig (Hrsg.): Vom Sinn für den Augenblick. Erzählungen und Betrachtungen für Harald Wagner. Berlin 2015, ISBN 978-3-643-13194-2